# Langå-Bramming-banen
Langå-Bramming-banen var en af DSB's betegnelser for den jernbane, der gik diagonalt gennem Jylland mellem Randers og Esbjerg, altså skævt i forhold til de hidtidige baner, der gik nord-syd og øst-vest. Derfor blev den officielt også kaldt Diagonalbanen eller Den jyske diagonalbane. I folkemunde har den også heddet Den skrå bane, Præriebanen og Den skæve bane.
Ideen med banen var, ligesom med Diagonalvejen, at forbedre infrastrukturen – med særligt henblik på landbrugets eksport via Esbjerg Havn. De fleste persontog kørte hele vejen mellem Esbjerg og Randers, men persontrafikken var mest lokal.

## Strækninger
Den samlede diagonalbane fra Randers til Esbjerg omfattede to nyanlagte enkeltsporede strækninger, der blev suppleret af tre strækninger, der allerede fandtes (og stadig findes):
- Randers-Laurbjerg (16,2 km) er en del af Aarhus-Randers-banen, åbnet i 1862
- Laurbjerg-Silkeborg (37,4 km) blev nyanlagt i 1908 med en skinnevægt på 32 kg/m
- Silkeborg-Funder (6,1 km) er en del af Silkeborg-Herning Jernbane, åbnet i 1877
- Funder-Bramming (105,5 km) blev nyanlagt i tre etaper 1916-20 med en skinnevægt på 37 kg/m
- Bramming-Esbjerg (16,4 km) er en del af Lunderskov-Esbjerg-banen, åbnet i 1874

Den samlede strækning Randers-Esbjerg var altså på 181,6 km, dog 182,4 efter 1936, hvor strækningen Randers-Stevnstrup blev forlagt og dermed gjort 0,8 km længere. Banen var indhegnet, og topfarten på de nyanlagte strækninger var 70 km/t – senere hævet til 75 km/t.
Strækningen Laurbjerg-Silkeborg blev også kaldt Gjernbanen efter den største mellemstation. Strækningen havde hjemmel i lov af 27. april 1900 og blev åbnet 12. november 1908. Samtidig blev der lagt andetspor mellem Langå og Laurbjerg, hvilket kan have bidraget til den ret udbredte opfattelse, at den ny stræknings endestation var Langå og ikke Laurbjerg.
Strækningen syd for Silkeborg havde hjemmel i Jernbaneloven af 27. maj 1908. Bramming-Grindsted blev indviet 12. november 1916, Grindsted-Brande blev indviet 1. december 1917, og den sidste strækning Brande-Funder blev indviet 1. oktober 1920.
Mens Gjernbanen blev bygget, var det endnu uvist, om den skulle forlænges sydpå, så banens km-sten tæller km fra Silkeborg nordpå, og strækningen blev i de første år ofte betegnet Silkeborg-Laurbjerg. Fra Bramming til Funder tæller stenene også km fra syd mod nord, hvilket harmonerer med anlægsrækkefølgen.
Men da Diagonalbanen var færdig, vendte DSB strækningen om: I "Ordresamlingen" fra 1922 figurerer den som "Langå-Silkeborg" og "Funder-Bramming". I en tilsvarende oversigt fra 1969 – to år før nedlæggelsen –  hedder banen "Laurbjerg-Bramming", hvormed DSB signalerede, at Langå-Laurbjerg ikke indgik i den lukningstruede strækning.

## Standsningssteder
De seks trinbrætter fandtes ikke fra starten, men kom til i slutningen af 1920'erne.

### Laurbjerg-Silkeborg
- Laurbjerg station (Lb) i km 0,0 – forbindelse med Aarhus-Langå-Randers Jernbane.
- Bøstrup station (Bt) i km 5,7.
- Thorsø station (Tz) i km 11,8 – forbindelse med Aarhus-Hammel-Thorsø Jernbane.
- Grølsted trinbræt (Grø) i km 15,0.
- Fårvang station (Fw) i km 17,0.
- Horn trinbræt (Hrt) i km 18,7.
- Gjern station (Gn) i km 22,0.
- Sminge station (Smi) i km 26,4. Senere trinbræt.
- Resenbro station (Res) i km 30,5.
- Silkeborg station (Sl) i km 37,4 – forbindelse med Skanderborg-Skjern-banen, Silkeborg-Kjellerup-Rødkærsbro Jernbane og Horsens-Bryrup-Silkeborg Jernbane.

### Funder-Bramming
- Funder station (Fu) i km 0,0 – forbindelse med Skanderborg-Skjern-banen.
- Christianshede station (Chr) i km 6,6.
- Sebstrup sidespor i km 8,5 til Hjøllund ammunitionsdepot. Taget i brug 22. november 1942. Ekspedition fra Hjøllund påbegyndt 7. marts 1943. Nedlagt 15. juni 1948. Ved den nærliggende private overkørsel 103 blev der 18. oktober 1942 oprettet et midlertidigt trinbræt, hvor et enkelt persontog skulle standse, formodentlig med arbejdere på depotet. Trinbrættet udgik af tjenestekøreplanen 15. marts 1943.[2]
- Hjøllund billetsalgssted med sidespor (Jø) i km 10,6.
- Hampen station (Amp) i km 16,3.
- Ejstrupholm station (Ej) i km 22,7 – forbindelse med Horsens Vestbaner.
- Lundfod billetsalgssted med sidespor (Lun) i km 28,5.
- Brande station (Bb) i km 37,4 – forbindelse med Vejle-Holstebro-banen.
- Drantum billetsalgssted med sidespor (Dn) i km 42,6.
- Blåhøj station (Bh) i km 49,1.
- Hallundbæk trinbræt (Hbk).
- Filskov station (Fil) i km 56,3.
- Kolstrupgård trinbræt med sidespor (Kol).
- Grindsted station (Gi) i km 65,5 – forbindelse med Vejle-Vandel-Grindsted Jernbane, Troldhede-Kolding-Vejen Jernbane og Varde-Grindsted Jernbane.
- Horsbøl trinbræt med sidespor (Hsb).
- Krogager station (Kro) i km 74,9 i dobbeltbyen Stenderup-Krogager.
- Tofterup station (Tt) i km 80,8.
- Agerbæk station (Aæ) i km 86,4.
- Glejbjerg station (Gle) i km 91,6.
- Vejrup station (Vu) i km 96,6.
- Vester Bjerndrup trinbræt (Bjt).
- Bramming station (Bm) i km 105,5 – forbindelse med Lunderskov-Esbjergbanen og Bramming-Ribe Jernbane.

### Bevarede stationsbygninger
Blåhøj Station er revet ned.
- Bøstrup: Hørvænget 14
- Thorsø: Jernbanegade 11
- Fårvang: Jernbanegade 13
- Gjern: Stationspladsen 3
- Sminge: Alleen 11
- Resenbro: Skærbækvej 1
- Funder: Funder Ådalsvej 2
- Christianshede: Krogagervej 19
- Hjøllund: Viborg Hovedvej 2
- Hampen: Nørre Alle 10
- Ejstrupholm: Stationsvej 19
- Lundfod: Lundfod Stationsvej 2
- Drantum: Drantum Stationsvej 8
- Filskov: Stationsvej 24
- Grindsted: Østergade 25
- Krogager: Østervej 12-14
- Tofterup: Jernbanealle 22
- Agerbæk: Jernbanegade 25
- Glejbjerg: Stationsvej 4
- Vejrup: Stationsvej 2

## Nedlæggelsen
Laurbjerg-Silkeborg og Funder-Bramming blev nedlagt 23. maj 1971, men der var godstrafik Laurbjerg-Thorsø til 25. september 1971, Grindsted-Filskov til 1977 og Brande-Hjøllund til 1989. DSB brugte sidstnævnte strækning til at hente jernbaneskærver i et skærveværk nær Hjøllund. Skinnerne blev fjernet mellem Funder og Hjøllund i 1977 og mellem Hjøllund og Brande i 1993.
På Bramming-Grindsted var der godstrafik helt til 3. juni 2012, så da Esbjergmotorvejen blev anlagt i slutningen af 1990'erne, måtte der bygges 700 m dæmning og en bro for at føre banen over motorvejen. "Veterantog Vest" under Dansk Jernbane-Klub, som havde kørt veterantog på Grindstedbanen, kørte afskedstur 31. maj 2012.

## Strækninger hvor banetracéet er bevaret
Af Diagonalbanens nedlagte strækninger på 142,9 km er tracéet bevaret og tilgængeligt på 132½ km.

### Laurbjerg-Silkeborg
Natursti "Gjernbanen" mellem Laurbjerg og Resenbro – med plancher fra det nedlagte Aarhus Amt – er en asfalteret cykel-, gang- og ridesti, der følger banetracéet undtagen gennem Laurbjerg, Thorsø og Resenbro. Fra Silkeborg mod Resenbro står der Gjernstien på skiltene.
- Natursti "Gjernbanen" starter syd for Laurbjerg
- Efter Thorsø fortsætter naturstien
- Naturstien ved Horn på vej ned mod Gjern
- Banestien Resenbro-Silkeborg forbi Lillesø
- Gjernstien slutter ved Silkeborg Station
- Skur på Gjernbanen

### Funder-Grindsted
Strækningen Funder-Ejstrupholm blev i 1992 overdraget til Naturstyrelsen, som anlagde Funder-Ejstrup Natursti. Den følger banetracéet undtagen gennem Hjøllund.
Fra Ejstrupholm til Grindsted hedder stien "Den Skæve Bane" efter et af banens kælenavne. Strækningen Ejstrupholm-Brande ejes af Ikast-Brande Kommune. Her følger stien dog kun banetracéet de første 8 km fra Ejstrupholm, men ikke resten af vejen til Brande, hvor banetracéet på et langt stykke ligger ved siden af Herning-Brande-banen.
Mellem Brande og Grindsted følger Den Skæve Bane tracéet undtagen gennem Blåhøj. Stien slutter ved Grindstedværkets hegn. Inde på værket har sporet været brugt som industrispor.
- Diagonalbanen grenede fra Herningbanen ved Funder
- Vest for Funder svingede Diagonalbanen over Herningbanen på en bro
- Diagonalbanens tracé går under Christianshedevej
- Diagonalbanens tracé gennem de store skove ved Hjøllund
- Stien forlader banetracéet mellem Ejstrupholm og Brande
- Diagonalbanens tracé nord for Brande ved siden af Herningbanen
- Stien "Den Skæve Bane" fortsætter sydpå fra Blichersvej i Brande
- Diagonalbanen gik under Troldhedebanen i Grindsted Plantage
- "Den Skæve Bane" slutter udenfor DuPont bag hegnet th.

### Grindsted-Bramming
Her ligger skinnerne endnu, men lamperne er fjernet fra blinklysstanderne. Hele strækningen er under massiv tilgroning. I 2021 blev strækningen overtaget af de 4 strækningskommuner Esbjerg, Varde, Vejen og Billund, som undersøger mulighederne for fritidsaktiviteter.
- Fra Tårnvej går Diagonalbanens spor ind til DuPont
- Perron med Grindsted Station i baggrunden
- Gods- og veteranbanens omløbsspor på Grindsted Station
- Diagonalbanens bro over Grindsted Å – th. Ribe Landevej
- Diagonalbanen gennem Frodeslund Plantage syd for Grindsted
- Krydsningsspor på Agerbæk Station og veteranbanens perron
- Sporet spærret af væltede træer gennem Glejbjerg
- Dæmning og bro over E20 syd for Vejrup
- Tilslutning til Lunderskov-Esbjerg-banen øst for Bramming
- Diagonalbanens spor th. slutter inden Bramming Station
- Eksempel på tilgroningen: 2014
- Samme sted 2018